# Jestřábník alpský
Jestřábník alpský (Hieracium alpinum) je druh rostliny z čeledi hvězdnicovité. Je to vytrvalá bylina s přízemní růžicí listů a jednoduchou lodyhou zakončenou jedním žlutým úborem. Plodem je nažka s chmýrem. Druh se vyskytuje v horských a severských oblastech Evropy. V České republice roste pouze ve vyšších polohách Krkonoš a Hrubého Jeseníku.
Jestřábník alpský je jedním z tzv. hlavních druhů jestřábníků a je součástí komplexu druhů Hieracium alpinum agg. Podílí se na celé řadě taxonů hybridogenního původu.

## Popis
Jestřábník alpský je vytrvalá bylina s přízemní růžicí listů a asi 6 až 25 cm vysokou květonosnou lodyhou. Listy přízemní růžice jsou obvykle četné, vnější řapíkaté, vnitřní široce křídlaté až přisedlé. Čepel vnějších přízemních listů je eliptická až obkopinatá, na vrcholu zaokrouhlená s nasazenou špičkou nebo tupě špičatá, vnitřní listy jsou podlouhle až úzce obkopinaté, na vrcholu zaokrouhlené až tupě špičaté, celokrajné nebo na okraji drobně zubaté, k bázi se postupně zužující. Na okraji listů jsou drobné stopkaté žlázky. Lodyha je odstále chlupatá hustými, až 6 mm dlouhými jednoduchými světlými chlupy s velmi krátkou černou bází, s roztroušenými až četnými stopkatými žlázkami a hojnými hvězdovitými chlupy. Lodyha je bezlistá nebo nese 1 až 2 úzké, nelupenité listy připomínající spíše listeny. Úbor je pouze jeden na vrcholu lodyhy, poměrně velký, žlutý, se 14 až 18 mm dlouhým, polokulovitým zákrovem složeným z četných, střechovitě se kryjících zákrovních listenů. Vnější listeny jsou zřetelně širší než vnitřní a nápadně odstávají. Na zákrovních listenech jsou hojné světlé, min. 3 mm dlouhé jednoduché chlupy a četné drobné, málo zřetelné stopkaté žlázky. Liguly jsou ploché, čnělky a blizny čistě žluté. Plodem je hnědočerná až černá, 3,5 až 4,5 mm dlouhá nažka s chmýrem.

## Rozšíření
Druh má v rámci Evropy rozsáhlý arkto-alpínský areál, zahrnující vyšší evropská pohoří (Alpy, Karpaty, vyšší sudetská pohoří), hory ve Skandinávii a na Britských ostrovech, severozápadní Rusko, Island a Grónsko. Izolované výskyty jsou ve Vogézách, Harzu a Dinaridech, druh byl zaznamenán i v Apeninách.
V rámci České republiky je hojnější pouze ve vrcholových polohách Krkonoš (zejména Luční a Studniční hora, Sněžka a Vysoké kolo), kde se vyskytuje zejména na exponovaných, návětrných stanovištích s nezapojenou vegetací. Z vysokohorských jestřábníků rostoucích v ČR vyhledává nejextrémnější stanoviště. Zřídka sestupuje i níže do porostů kosodřeviny, smilkových trávníků či karových jam. Poměrně vzácně roste i v Hrubém Jeseníku, kde se nachází největší populace v oblasti Petrových kamenů. V minulosti byl udáván také z vrchu Smrk v Jizerských horách.
Na Slovensku je hojný ve Vysokých Tatrách a ve vrcholových partiích Nízkých Tater, roste též na Babiej hore.

## Taxonomie
Jestřábník alpský je jedním z tzv. hlavních druhů jestřábníků, u nichž se nepředpokládá hybridogenní původ. Je součástí komplexu druhů, označovaného jako Hieracium alpinum agg. V České republice se z daného komplexu vyskytuje ještě jestřábník černohlavý (H. melanocephalum), jestřábník Schustlerův (H. schustleri) a jestřábník trubkovitý (H. sudetotubulosum). 
Jestřábník alpský se podílí na celé řadě vedlejších druhů a komplexů hybridogenního původu. V rámci české květeny je to zejména komplex Hieracium nigrescens agg. (H. alpinum ≥ murorum), H. fritzei agg. (H. alpinum > prenanthoides) a H. sudeticum agg. (H. alpinum – prenanthoides). Z odvozenějších taxonů je to H. atratum agg. (H. alpinum < murorum), H. chlorocephalum agg. (H. alpinum – lachenalii – prenanthoides), H. corconticum agg. (H. nigrescens < prenanthoides), H. glandulosodentatum (H. lachenalii – nigrescens), H. nigritum (H. fritzei – murorum) a H. riphaeum (H. alpinum < prenanthoides).
Ve většině areálu druhu, včetně České republiky, se vyskytují triploidní rostliny, které se rozmnožují apomikticky. Diploidní, pohlavně se rozmnožující rostliny byly zjištěny pouze ve východní části areálu (východní a jižní Karpaty). Tyto odlišné cytotypy se v žádné části areálu nemísí a nelze je rozlišit na základě morfologických znaků. Genetické studie ukázaly že rostliny z Krkonoš jsou podobně jako rostliny z Tater geneticky heterogenní a nejedná se tedy o jeden klon. Genetická variabilita se vysvětluje buď přechodem různých linií původně diploidních rostlin k apomixii, nebo působením tzv. zbytkové sexuality, při níž mohou příležitostně vznikat funkční pylová zrna. Byly již zaznamenány i tetraploidní rostliny.

## Rozlišovací znaky
Jestřábník alpský má poměrně nízký vzrůst a lodyhu bez lupenitých listů, zakončenou jediným úborem. Je pro něj charakteristický poměrně velký úbor s nápadně a světle chlupatým, polokulovitým zákrovem s odstávajícími vnějšími zákrovními listeny, a čistě žluté čnělky. 
Z našich vysokohorských jestřábníků je nejpodobnější jestřábník černohlavý, který má jako jediný další druh rovněž čistě žluté čnělky. Odlišuje se zejména zubatými listy přízemní růžice a přítomností alespoň jednoho lupenitého listu na lodyze. Na okraji listů mívá různě dlouhé stopkaté žlázky (kratší a delší), zatímco u jestřábníku alpského jsou přítomny pouze krátké žlázky. Ostatní české vysokohorské jestřábníky jsou poměrně snadno odlišitelné podle tmavších čnělek a olistěnější lodyhy.